# Gunnar Falla
Gunnar Falla (i riksdagen kallad Persson i Falla), född 22 maj 1885 i Hallsberg, död 1 juni 1956 i Hallsberg, lantbrukare och politiker (Högerpartiet). 
Falla var ledamot av riksdagens andra kammare från 1925 i valkretsen Örebro län. Han skrev 44 egna motioner särskilt om landsbygdens angelägenheter. I riksdagen skrev han nio egna motioner främst om jord- och skogsbruk. Ett flertal motioner avsåg enskilda understöd från Vadstena krigsmanshuskassa.